# Vadi
Pour les articles homonymes, voir Vadi (homonymie).
Vadi est un village de 71 habitants de la Commune d'Avinurme du Comté de Viru-Est en Estonie. 